# 86년

## 연호
- 후한(後漢) 원화(元和) 3년

## 기년
- 후한(後漢) 장제(章帝) 11년
- 신라(新羅) 파사 이사금(婆娑泥師今) 7년
- 고구려(高句麗) 태조대왕(太祖大王) 34년
- 백제(百濟) 기루왕(己婁王) 10년

## 탄생
- 9월 19일 - 로마 제국 15대 황제 안토니누스 피우스